# First Love (singolo Utada Hikaru)
First Love è un singolo della cantante giapponese Utada Hikaru, il terzo estratto dall'omonimo album di debutto, pubblicato il 28 aprile 1999.
Il singolo ha raggiunto la seconda posizione della classifica dei singoli più venduti in Giappone.
In un sondaggio del 2009 condotto dalla Oricon, relativamente a quale canzone andrebbe ascoltata quando si ha il cuore spezzato, i partecipanti hanno votato First Love nella top 10. Il brano è stato inoltre utilizzato come sigla del dorama Majo no Jouken i cui interpreti protagonisti sono Nanako Matsushima e Hideaki Takizawa.

## Tracce
CD singolo TOCT-4150
1. First Love
2. First Love (featuring David Sanborn)
3. First Love (Strings Mix)
4. First Love (John Luongo Remix)

## Classifiche
| Classifica (1999-2022) | Posizione massima |
| ---------------------- | ----------------- |
| Giappone               | 2                 |
| Taiwan                 | 1                 |